# Eleccions presidencials russes de 2012
Les eleccions presidencials russes de 2012 (Вы́боры президе́нта Росси́и в 2012 году, Víbori prezidénta Rossíi v 2012 godu) se celebraren el 4 de març de 2012 a Rússia. Hi participaren cinc candidats: quatre d'ells nominats per partits polítics i un d'independent. Aquests foren els primers comicis després de les esmenes del 2008 a la constitució russa, on el mandat del president canviava de quatre anys a sis.
Al congrés del 24 de setembre de 2011 a Moscou de Rússia Unida (RU), l'aleshores president Dmitri Medvédev proposà com a successor i candidat a les eleccions presidencials de 2012 al seu predecessor Vladímir Putin, proposta que Putin acceptà. Tot seguit, Putin oferí a Medvédev la possibilitat d'encapçalar la llista de RU a les eleccions legislatives de desembre de 2011, podent esdevindre futur Primer Ministre. Tots els candidats independents havien d'estar registrats abans del 15 de desembre de 2011 i els nominats pels partits abans del 18 de gener de 2012. La llista oficial de candidats fou proclamada el 29 de gener. El 2 de març, el president Medvédev pronuncià un discurs televisat dirigit a la nació amb motiu de les properes eleccions, invitant al vot.
Hi hagueren més de 108.000.000 electors censats i prop dels 95.000 col·legis electorals comptaven amb webcams per a monitorar les votacions. Després de les crítiques als procediments de les eleccions legislatives de 2011, 2 webcams foren instal·lades a cada col·legi electoral per tal de que qualsevol persona poguera monitorar el procés electoral des d'un web públic; el sistema costà vora cinc milions d'USD al canvi, a un cost de 50 USD per col·legi electoral. Putin resultà triomfador amb el 64,35% dels vots emesos. Els observadors de l'Organització per a la Seguretat i la Cooperació a Europa (OSCE) avaluaren possitivament la jornada electoral, però negativament l'escrutini en almenys un terç dels col·legis electorals degut a irregularitats en el procediment.

## Resultats
|  | 64,35 % |

|  | 17,38 % |

|  | 8,08 % |

|  | 6,29 % |

|  | 3,90 % |

|  | 98,83 % |

|  | 1,17 % |

|  | 100,0 % |

|  | 65,27 % |